# Paul Andrew Ramsay
Sir Paul Andrew Ramsay MBE (* 10. Oktober 1955) ist ein britischer Diplomat.

## Leben
Paul Andrew Ramsay trat 1975 in den auswärtigen Dienst.
1977 wurde er in Ost-Berlin beschäftigt.
1979 wurde er in Istanbul beschäftigt.
1980 heiratete er Carey-Jane Lambert
1981 wurde er bei der NATO in Brüssel beschäftigt.
Von 1984 bis 1987 leitete er die Visaabteilung der British Interests Section in Teheran,
Von 1987 bis 1990 wurde er im Foreign and Commonwealth Office beschäftigt.
Paul Andrew Ramsay war ab 1992 Botschaftssekretär zweiter Klasse in Madrid.
2007 wurde er am Generalkonsulat in Istanbul beschäftigt.
| Vorgänger                | Amt                                         | Nachfolger             |
| ------------------------ | ------------------------------------------- | ---------------------- |
| Nicholas John Barrington | Britischer Botschafter in Teheran 1984–1987 | Nicholas Walker Browne |